# 尧陵 (山东)
尧陵，又称鄄城谷林尧陵、谷林尧陵、帝尧陵位于山东省菏泽市鄄城县富春乡赵前庄村南300米，被认为是尧帝陵墓遗址。2006年12月7日，鄄城谷林尧陵被列为山东省文物保护单位。

## 介绍
1979年，文物普查队铲探调查，在谷林尧陵陵区范围内地下4米均有青砖和石灰渣发现，与史志所载尧陵图的大致范围相符，后于1979年，鄄城谷林尧陵被公布为县级文物单位。2006年12月7日，鄄城谷林尧陵被山东省人民政府公布为省级文物保护单位。
据史料记载和考古发现，汉代以来，多位封建帝王曾在谷林尧陵祭拜并立碑、纪念、修筑，谷林尧陵未开发前的墓区面积有6000余平方米，尧陵封土直径15米。陵前立有明朝嘉靖二十四年（1545年）濮州知州薛孟所立“尧陵祭文碑”和清朝光绪二十九年（1903年）濮州知州缪润绂书“帝尧陶唐氏墓碑”各一栋。《吕氏春秋》、《汉书》、《两汉志》等史书均记载“尧葬谷林”，山东大学历史文化学院教授吕伟俊认为，其址在今鄄城县城西南７公里的富春乡谷林，故名“谷林尧陵”。
2015年11月，鄄城县委、县政府开始规划开发帝尧陵文化旅游风景区。2017年，经过进一步的考古勘探，专家研讨会认为尧陵遗址就在鄄城谷林。